# Discografie van The Only Ones
Dit artikel bevat aanvullende informatie over de band The Only Ones en de zanger Peter Perrett.

## Studioalbums
- 1978: The Only Ones
- 1979: Even Serpents Shine
- 1980: Baby's Got a Gun

## Compilaties & livealbums
- 1979: Special View
- 1984: Remains
- 1986: Alone in the Night
- 1989: Live in London (UK Live)
- 1989: The Peel Sessions Album
- 1992: The Immortal Story
- 1993: The Big Sleep
- 1995: Live at the BBC
- 2000: Hearts On Fire (Live At The Mean Fiddler - 1994)
- 2002: Darkness & Light: The Complete BBC Recordings
- 2004: Why Don't You Kill Yourself?
- 2006: [Another Girl, Another Planet: the Best of the Only Ones
- 2011: Original Album Classics

## Gedetailleerde discografie
Vinyl albums
| Jaar | Album                 | Label                   | Opmerkingen                             |
| ---- | --------------------- | ----------------------- | --------------------------------------- |
| 1978 | The Only Ones         | CBS 82830               | Promo invoegen                          |
| 1984 | The Only Ones         | CBS 32077               | Geef hetzelfde oranje label opnieuw uit |
| 1979 | Even Serpents Shine   | BS 83451                | Titel in reliëf op de omslag            |
| 1985 | Even Serpents Shine   | CBS 83451               | Heruitgifte - rood label                |
| 1980 | Baby's Got a Gun      | CBS 84089               | Lyrische invoeging                      |
| 1985 | Baby’s Got a Gun      | CBS 84089               | Heruitgifte - rood label                |
| 1986 | Alone in the Night    | DOJO lp 43              |                                         |
| 1984 | Remains (Fr)          | Closer CL 0012          | Verschillende tracks naar het VK        |
| 1989 | Live                  | Mau Mau MAU 603         |                                         |
| 1989 | The Peel Sessions     | Strange Fruit SFRLP 102 |                                         |
| 1993 | The Big Sleep         | Jungle FREUD 045        | Dezelfde als CD                         |
| 1978 | Baby’s Got a Gun (US) | Epic JE 36584           | Vrije EP                                |
| 1979 | Special View (US)     | Epic JE 36199           |                                         |

7-inch singles
| Jaar | Single                                                 | Label                     | Opmerkingen |
| ---- | ------------------------------------------------------ | ------------------------- | --- |
| 1977 | Lovers of Today/Peter and the Pets                     | Vengeance VEN001          | B&W "kinky" hoes. De eerste single van de band, opgenomen in de Basin Street Studios Island Records en in eigen beheer uitgebracht op het eigen label Vengeance Records. |
| 1978 | Another Girl, Another Planet/Special View              | CBS Records 6228          | Wallpaper cover |
| 1978 | Another Girl, Another Planet/As My Wife Says           | CBS Records 6576          | Promo |
| 1979 | You've Got to Pay/This Ain't All (It's Made Out to Be) | CBS Records 7086          | Obscure B-kant |
| 1979 | Trouble in the World/Your Chosen Life                  | CBS Records 7963          | |
| 1980 | Fools (met Pauline Murray)/Castle Built on Sand        | CBS Records 8535          | |
| 1983 | Baby's Got a Gun/Silent Night                          | Vengeance VEN 002         | |
| 1985 | Baby's Got a Gun/Silent Night                          |                           | Re-issue |
| 1992 | Another Girl, Another Planet/Lovers of Today           | Columbia Records 657750 7 | Met The Psychedelic Furs song, Pretty in Pink (van Sound of the Suburbs)                                                                                                 |

Vinyl compilations
| Jaar | Album                                | Label               | Opmerkingen                                             |
| ---- | ------------------------------------ | ------------------- | ------------------------------------------------------- |
| 1978 | The Hope & Anchor Front Row Festival | Warner Bros K 66077 | blauw vinyl?                                            |
|      | Various Artists album                |                     | Track: Creature of Doom                                 |
| 1979 | That Summer (OST)                    | Arista SPART 1088   | Track: Another Girl, Another Planet (geel vinyl)        |
| 1979 | That Summer (OST)                    | Arista TEART 1088   | Track: Another Girl, Another Planet (cassette)          |
| 1980 | Rock '80                             | CBS 84172           | Track: Trouble in the World                             |
|      | Permanent Wave                       | Epic                | Tracks: Lovers of Today en Another Girl, Another Planet |